# Milan Rojc
Milan Rojc (Zagreb, 28. rujna 1855. – Zagreb, 1. lipnja 1946.), hrvatski pravnik i političar.

## Život
Pohađao je Klasičnu gimnaziju u Zagrebu te ju je završio 1873. godine. Studira pravo u Beču i Zagrebu, gdje je i doktorirao. Otvara odvjetnički ured u Bjelovaru 1879. godine. Bio je politički aktivan kao član Hrvatsko-srpske koalicije. 25. srpnja 1906. imenovan je za predstojnika Odjela za bogoštovlje i nastavu te je tu dužnost obavljao do 1908. Istu dužnost obavlja u Narodnom vijeću Slovenaca, Hrvata i Srba 1918. godine. Rojc je dao veliki doprinos otvorenju Medicinskog fakulteta u Zagrebu koji je počeo s radom u prosincu 1917. godine. Odbor Zbora liječnika Kraljevine Hrvatske i Slavonije predložio je da se u znak priznanja Rojcu dodijeli naslov začasnog člana Zbora liječnika, što je učinjeno 24. siječnja 1918.

### Kraljevina SHS/Jugoslavija
Nakon osnivanja Kraljevine SHS postaje godine 1919. član novosnovane Demokratske stranke, koja zastupa integralno jugoslavenstvo. Ubrzo stranku napušta, ali ostaje vjerni "čovjek režima". Beogradski režim imenuje ga povjerenikom za unutrašnje poslove Pokrajinske uprave za Hrvatsku i Slavoniju u Zagrebu. Kao zastupnik u Ustavotvornoj skupštini, glasovao je 28. lipnja 1921. za centralistički Vidovdanski ustav.
Usprkos tome, razumijevao je probleme do kojih dolazi u Hrvatskoj i pokazao da se ne slaže s despotskim postupcima režima. Godine 1920. objavio knjižicu Za bolju budućnost naše Kraljevine (Razvitak prilika u Hrvatskoj), a zatim i članak Prilike u Hrvatskoj u časopisu Nova Evropa 1921. Objašnjava uzroke i povode nezadovoljstva u Hrvatskoj naspram centralizma i monarhije. Upozorava da se vojska u Hrvatskoj ponaša kao okupacijska sila (vojni sudovi nadležni su, odlukom regenta Aleksandra za suđenje civilima u nizu slučajeva), a s druge strane se promovira kao osloboditeljica, iako je do stupanja Hrvatske u Kraljevinu SHS došlo sporazumom, a ne osvajanjem. Ukazuje na mnoge konkretne primjene nepravde i nasilja.
Primjerice, kada je u ožujku 1919. raspisan državni zajam, za bonove plaćene u srpskim dinarima određena je kamata od šest, a za one plaćene austrijskim krunama četiri posto. Veliko nezadovoljstvo vladalo je omjerom zamjene krune u dinar, koji su Hrvati smatrali krajnje nepovoljnim. (O tim ekonomskim temama najviše je pisao Rudolf Bićanić. Tek mnogo kasnije će Svetozar Pribićević, koji je u to doba jedan od prvih ljudi režima i ministar unutrašnjih poslova, napisati da su i Srbi prečani bili tim mjerama jednako pogođeni kao i Hrvati.) Umjesto da se potrudi smanjiti nezadovoljstvo vlada koristi silu protiv nezadovoljnika (vojska i žandarmerija), a ovi često postupaju posve proizvoljno. Žestoko nezadovoljstvo izazvalo je batinanje seljaka koje je srpska vojska koristila kao sredstvo suzbijanja seljačkih nemira; batinjanje je u Hrvatskoj odlukom Hrvatskog sabora bilo već 50-ak godina zabranjeno.
Energično se zalagao za osnivanje Veterinarske visoke škole, Više pedagoške škole i Tehničke visoke škole u Zagrebu te Pomorske akademije u Bakru. Zaslužan je za osnutak Etnografskog muzeja u Zagrebu.
Rojc je bio posve privržen novoj državi, ali se suprotstavljao vladavini sile i zalagao za pravna načela, kakva je nekada Austro-Ugarska poštovala. Tako se npr. založio i protiv progona legalno izabranih komunističkih gradskih zastupnika u Zagrebu, koji su 1920. godine odbili položiti prisegu kralju Petru I. Karađorđeviću.

## Obitelj
Njegova kći bila je poznata slikarica Nasta Rojc.

## Ostavština
U Bjelovaru postoji ulica Milana i Naste Rojc.